# Alfonso Martucci
Alfonso Martucci (Santa Maria Capua Vetere, 19 novembre 1933 – Milano, 26 ottobre 2008) è stato un avvocato e politico italiano.

## Biografia
Avvocato penalista, fu presidente dell’Ordine degli Avvocati di Santa Maria Capua Vetere. Nel corso della propria attività, venne, tra l'altro, richiesto quale relatore ufficiale in merito al nuovo codice di procedura penale. Fin dalla fine degli anni '60, aderì al Movimento Federalista Europeo. Venne eletto deputato nel 1992 nelle liste del Partito Liberale Italiano: durante il mandato parlamentare fu nominato vice presidente della Commissione giustizia.; rimase in carica fino al 1994.
Morì dopo una malattia durata diversi mesi il 26 ottobre 2008, tre settimane prima di compiere 75 anni.